# Jesús Antonio Esteva Medina
Jesús Antonio Esteva Medina (Ciudad de México, 25 de junio de 1965) es un ingeniero civil, funcionario y empresario mexicano. Es el secretario de Infraestructura, Comunicaciones y Transportes desde el 1 de octubre de 2024 durante el gobierno de la presidenta Claudia Sheinbaum.

## Primeros años
Jesús Antonio Esteva Medina estudió la licenciatura en ingeniería civil y la maestría en estructuras en la Universidad Nacional Autónoma de México (UNAM). Trabajó para la Dirección General de Obras y Conservación de la UNAM como Director de Planeación y Evaluación de Obras. También fue profesor de licenciatura y posgrado en la misma universidad.
También se ha desarrollado como empresario en los campos de la construcción, coordinación así como la supervisión de obra y ha incursionado en el área de Ingeniería Biomédica, enfocado en la prevención de la
hipotermia.

## Trayectoria
Fue asesor técnico de la Dirección General de Obras Públicas del Departamento del Distrito Federal. Posteriormente fue Director de Obras de Infraestructura del Distrito Federal, durante el mandato de Andrés Manuel López Obrador como Jefe de Gobierno, y fue encargado en 2002 de iniciar la construcción del segundo piso del Anillo Periférico de la capital. De 2003 a 2006 fue coordinador de evaluación en la construcción de la Biblioteca Vasconcelos.
Del 5 de diciembre de 2018 al 30 de septiembre de 2024 fue secretario de Obras y Servicios de la Ciudad de México, bajo las jefaturas de Claudia Sheinbaum y Martí Batres. Durante su administración fueron construidas las primeras tres líneas del Cablebús y se amplió el Trolebús de la Ciudad de México con la incorporación de tres líneas más. También se continuó con la ampliación de la línea 12 del Metro de la Ciudad de México y del Tren México-Toluca. Bajo su mandato, se llevó a cabo el reforzamiento estructural del tramo elevado de la línea 12 del Metro tras el desplome de un segmento en mayo de 2021.